# António Manoel de Vilhena

Escut d'António Manoel de Vilhena

António Manoel de Vilhena (1663 i mort a Malta el 10 de desembre de 1736) fou Gran Mestre de l'Orde de Malta entre 1722 i 1736.
Manoel de Vilhena era un aristòcrata portuguès descendent de la casa reial, fill de Sancho Manoel de Vilhena, primer compte de Vila Flor, i de la seva primera esposa, Ana de Noronha, i parent llunyà d'António Severim de Noronha, Duc de Terceira. Abans que ell no hi va haver cap Gran Mestre que aixequés l'estimació de la població de Malta, ja que va fer funcionar les institucions caritatives. Per tal de propiciar el creixement de La Valletta va planificar i construir la ciutat de Floriana, a la plaça de la qual encara s'hi troba una estàtua d'ell.
També va construir el Fort Manoel a la badia de Marsamxett. El 1731 es va encarregar de la construcció del Teatre Manoel que és el segon teatre més antic d'Europa i que encara ara funcioni. La seva tomba, a la cocatedral de Sant Joan, és una de les més sumptuoses de tots els mestres.